# ブロンプトン (ケンジントン)
ブロンプトン (Brompton) は、ロンドンのケンジントン・アンド・チェルシー区の西端側にある下位行政地区（ward）の名称。界隈のブロンプトン墓地が知られている。

## 見所など
- 聖母の清純な御心教会 ブロンプトン礼拝所とも。
- ブロンプトン墓地 - 映画の舞台になる事が多い霊園。
- ロイヤル・ブロンプトン・ホスピタル
- ロイヤル・マースデン・ホスピタル
- ヴィクトリア&アルバート美術館
- 自然史博物館
- 聖三一ブロンプトン教会

## 通り
- キングズ・ロード
- フラム・ロード（フルハム・ロード）
- オールド・ブロンプトン・ロード
- ブロンプトン・ロード

## 周辺地区
- ナイツブリッジ
- ベルグレイヴィア
- サウス・ケンジントン
- アールズ・コート
- ホランド・パーク
- チェルシー
- フラム（ハマースミス・アンド・フラム区）
- チェルシー・ハーバー（大部分はハマースミス・アンド・フラム区に入る）